# Krzydlina Wielka (gromada)
Krzydlina Wielka – dawna gromada, czyli najmniejsza jednostka podziału terytorialnego Polskiej Rzeczypospolitej Ludowej w latach 1954–1972.
Gromady, z gromadzkimi radami narodowymi (GRN) jako organami władzy najniższego stopnia na wsi, funkcjonowały od reformy reorganizującej administrację wiejską przeprowadzonej jesienią 1954 do momentu ich zniesienia z dniem 1 stycznia 1973, tym samym wypierając organizację gminną w latach 1954–1972.
Gromadę Krzydlina Wielka z siedzibą GRN w Krzydlinie Wielkiej utworzono – jako jedną z 8759 gromad na obszarze Polski – w powiecie wołowskim w woj. wrocławskim, na mocy uchwały nr 31/54 WRN we Wrocławiu z dnia 2 października 1954. W skład jednostki weszły obszary dotychczasowych gromad Krzydlina Wielka i Krzydlina Mała, ponadto przysiółki Domaszków i Dobrzechów z dotychczasowej gromady Gliniany oraz przysiółek Dębno z dotychczasowej gromady Rudno – ze zniesionej gminy Mojęcice w tymże powiecie. Dla gromady ustalono 14 członków gromadzkiej rady narodowej.
31 grudnia 1961 gromadę zniesiono, a jej obszar włączono do gromad: Lubiąż (wsie Krzydlina Wielka, Domaszków i Krzydlina Mała) i Wołów (wieś Dębno) w tymże powiecie.